# The Lonely Passion of Judith Hearne
Pour l’article ayant un titre homophone, voir Hearn.
Pour plus de détails, voir Fiche technique et Distribution.
The Lonely Passion of Judith Hearne est un film britannique réalisé par Jack Clayton, sorti en 1987.

## Synopsis
Judith Hearne est une vieille fille irlandaise solitaire, d’âge moyen, issue d’une bonne famille en détresse, qui donne des cours de piano de manière indépendante mais perd des élèves. Après avoir emménagé dans une pension à Dublin, elle rencontre et est attirée par le frère veuf de la propriétaire, le charmant James Madden, qui est revenu des États-Unis. Madden remarque qu’elle a hérité de bijoux et croit à tort qu’elle est raisonnablement aisée et qu’elle pourrait investir dans son idée d’entreprise.

## Fiche technique
- Titre : The Lonely Passion of Judith Hearne
- Réalisation : Jack Clayton
- Scénario : Peter Nelson d'après le roman de Brian Moore
- Montage : Terry Rawlings
- Musique : Georges Delerue
- Pays d'origine : Royaume-Uni
- Format : Couleurs - Mono
- Genre : Film dramatique
- Date de sortie : 1987

## Distribution
- Maggie Smith : Judith Hearne
- Bob Hoskins : James Madden
- Wendy Hiller : Tante D'Arcy
- Marie Kean : Mme Rice
- Ian McNeice : Bernard Rice
- Prunella Scales : Moira O'Neill
- Peter Gilmore :  Kevin O'Neill